# 新沃兹内森斯凯
47°25′42″N 33°36′5″E / 47.42833°N 33.60139°E
新沃茲内森斯凯（烏克蘭語：Нововознесенське）是位於烏克蘭南部的村莊，由赫爾松州貝里斯拉夫區的維索科皮利亞市鎮負責管轄。該村面積13.2平方公里，海拔高度82米，2001年人口622，人口密度每平方公里47.1人。